# Rodolfo Martínez (político)
Rodolfo Pastor Martínez (Córdoba, Argentina; 19 de mayo de 1919 - Buenos Aires, 6 de noviembre de 2012) fue un abogado y político argentino que desempeñó los cargos de ministro de Comercio e Industria durante la dictadura de Pedro Eugenio Aramburu y brevemente los de Defensa y del Interior de su país en 1962 y 1963.

## Biografía
Estudió derecho en la Universidad Nacional de Córdoba, egresando como medalla de oro y diploma de honor en 1942. Trabajó en los tribunales de Córdoba y desde 1945 fue secretario en dos juzgados de la Capital Federal.[cita requerida]
Fue un destacado opositor a la dictadura de Edelmiro J. Farrell, y en agosto de 1945 formó parte de la Junta de Coordinación Democrática, formada por dirigentes de casi todos los partidos, y que organizaría la Marcha de la Constitución y la Libertad en el mes de septiembre. Fue candidato del Partido Demócrata Nacional a la gobernación de su provincia en 1946, siendo derrotado por el peronista Argentino Auchter.
Instalado definitivamente en Buenos Aires, fue profesor de Historia de Filosofía Política en el Instituto Superior de Filosofía El Salvador entre 1946 y 1949. Se destacó como opositor al gobierno de Juan Domingo Perón.
En julio de 1954, durante el segundo gobierno de Perón, se realizó en la casa de Juan T. Lewis de Rosario una reunión donde confluyeron representantes de distintos grupos y corrientes creando un partido nacional de democracia cristiana  Rodolfo Martínez fue una de las figuras más salientes de los comienzos de Partido Demócrata Cristiano en la Argentina junto con Juan T. Lewis, Manuel Vicente Ordóñez, Horacio Sueldo, Horacio Peña, Arturo Ponsati, Guido Di Tella, Leopoldo Pérez Gaudio, Ignacio Vélez Funes, Ambrosio Romero Carranza, Alieto Guadagni, Arturo Bas Figueroa, Antonio Cafferata, Manuel Río, el sindicalista Mario Pedro Seijo, Néstor Tomás Auza, Juan José Torres Bas y José Antonio Allende. Formó parte de los comandos durante el golpe de Estado de 1955 sosteniendo varias reuniones previas con  Isaac Rojas en su casa veraniega en Uruguay, coordinando el apoyo del partido para el golpe.
Sin embargo el partido pronto caería en una crisis interna debido a su bajo desempeño electoral el las elecciones de 1952, donde solo obtuvo 302 votos a nivel nacional. Por otro lado, Sueldo y Shaw se opusieron al sector representado por Carranza y Ausa, quienes -según Shaw- buscaban convertir al partido en una escribanía de la UCR
Formó parte de los comandos durante el golpe de Estado de 1955 sosteniendo varias reuniones previas con  Isaac Rojas en su casa veraniega en Uruguay, coordinando el apoyo del partido para el golpe.
Tras el derrocamiento de Perón fue nombrado miembro de la Junta Consultiva Nacional por el dictador Eduardo Lonardi, en representación del PDC, colaborando en la represión del peronismo. En 1956 fue nombrado profesor adjunto en la Universidad de Buenos Aires y el dictador Pedro Eugenio Aramburu lo nombró ministro de Comercio e Industria de la Nación; durante su gestión mantuvo algunas medidas proteccionistas, aunque se terminó liberalizando el comercio interior, lo que llevó a un alto nivel de inflación. A fines de 1956, la situación económica argentina se agravó, acusando la balanza comercial un déficit de 210 millones de dólares, cifra casi equivalente a la de las reservas existentes. El plan político de Martínez, amigo personal del dictador Aramburu consistía en asegurarse la continuidad de las medidas represivas y de persecución al peronismo más allá del régimen militar.
Por otro lado, se alejó de la dictadura, que prefería ser sucedida por el radicalismo por su amistad con Arturo Frondizi, que fundó la Unión Cívica Radical Intransigente y se acercó al peronismo. También ese año asumió como codirector del diario El Mundo de Buenos Aires.
Entre 1961 y 1963 fue profesor de Historia de la Cultura en la Escuela Superior de Guerra, lo que le permitió tener muy buenas relaciones con los oficiales del Ejército Argentino. Con el extendido triunfo del peronismo en las elecciones provinciales alarmó a los militares. Viendo el peligro de un posible desencadenamiento a una guerra civil[cita requerida] (incluyendo participación del ejército de tierra contra la marina) para marzo de 1962 el presidente Frondizi nombró ministro de Defensa a Martínez con quien desarrolló y coordinó una estrategia para la continuidad del gobierno civil. Martínez y el ministro de la Corte Suprema, Julio Oyhanarte, lograron que en lugar de un general, el senador José María Guido, asumiera la presidencia provisional. En pocas semanas el gobierno de Guido derivaría en una dictadura, con el Congreso cerrado, todas las provincias intervenidas y la totalidad del poder en manos del Ejército, que imponía los nombramientos de ministros y las políticas. Guido nombró a Martínez ministro del Interior, y por indicación del mismo Arturo Frondizi, Martínez ordenó el arresto de Frondizi. Veinte días más tarde, el Ejército obligó su renuncia del gabinete de ministros.
Al poco tiempo, el 20 de septiembre ocurrió otro incidente entre Colorados y Azules que culminó con el cambio de varios ministros. Guido nuevamente lo nombró ministro del Interior. La situación se estabilizó con la presencia de Martínez ejerciendo simultáneamente como ministro de Defensa y como ministro del Interior. Con el prestigio alcanzado en ese momento, trató de resolver el conflicto en las elecciones que se aproximaban.[cita requerida] Sosteniendo que sin alguna forma de participación del peronismo en la elección de 1964 no se lograría una solución duradera, Martínez propuso el "Frente Nacional", una candidatura que consistía en una coalición de la Unión Popular (el más importante de los partidos neoperonistas), la Unión Cívica Radical del Pueblo (UCRP) y otros partidos. Debido a una fuerte protesta de la facción antiperonista de la UCRP, Martínez renunció en marzo de 1963.
Continuó siendo profesor en la Universidad de Buenos Aires hasta 1968, cuando fue nombrado Secretario Ejecutivo para la Educación, la Ciencia y la Cultura de la Organización de los Estados Americanos, cargo que ocuparía hasta 1975. Fue también miembro de varias instituciones académicas, entre ellas la Academia Nacional de Derecho de Córdoba y la New York Academy of Sciences. Entre 1987 y 2002 fue presidente de la Unión Argentina de Entidades de Servicios.
Abandonó toda función pública a mediados de la década de 1970, para dedicarse a la actividad privada, como abogado y director de varias empresas. 
Falleció en Buenos Aires en noviembre de 2012.